# Erección post mortem
Una erección post mortem es una erección verificada después de fallecida la persona, técnicamente un priapismo, observada en los cadáveres de hombres que han sido ejecutados, principalmente ahorcados.

## Descripción
El fenómeno ha sido atribuido a la presión en el cerebelo, creada por el lazo de la soga utilizada para ahorcar.
Las lesiones en la médula espinal y en el cerebelo están siempre asociadas con el priapismo en pacientes vivos. Al morir por colgamiento, ya sea una ejecución o un suicidio, se ha observado que afecta a los genitales de hombres y mujeres. 
En las mujeres, el labio vaginal aumenta de volumen y enrojece, puede producirse una descarga de sangre por la vagina. En los hombres, ocurre un estado de erección del pene más o menos completo, con descarga de orina, mucosa o semen en un caso de cada tres.
Otras causas de muerte pueden también producir estos efectos, por ejemplo disparos de armas de fuego que provoquen heridas en el cerebro, vasos sanguíneos mayores, o muertes violentas por envenenamiento; y para los investigadores forenses, un priapismo post mortem es un indicador de que la muerte fue rápida y violenta.